# ステップナキウサギ
ステップナキウサギ（Ochotona pusilla）は、ウサギ目ナキウサギ科ナキウサギ属に分類される哺乳類。

## 分布
カザフスタン、ロシア南西部
更新世にはユーラシア大陸西部広域やイギリスにも分布していたが、温暖化により分布域が縮小した。

## 形態
体長12.5-30cm。体重0.1-0.4kg。背面は灰褐色、腹面は白い体毛で被われる。
耳介は小型で長さ1.2-2.2cm。

## 生態
主にステップに生息するが、藪地、農耕地、民家の周辺にも生息する。ペアとその幼獣からなる家族群を形成し生活する、夜行性。地中に出入り口が複数ある複雑な巣穴を掘って生活する。生息密度には1ヘクタールあたり0.1-80頭と地域差がある。
食性は植物食で、植物の葉、枝、花などを食べる。
オスは繁殖期に広い縄張りを形成する。婚姻形態は乱婚。繁殖形態は胎生。妊娠期間は20-24日。1回に1-13頭の幼獣を年に3-5回に分けて産む。幼獣は出産されてから8日で眼が開く。生後1か月で性成熟する。寿命は5年以上と考えられている。

## 人間との関係
以前は毛皮が利用されることもあった。
植林された針葉樹の苗木を食害する害獣とみなされることもある。
開発による生息地の破壊、害獣としての駆除などにより生息数は減少している。本種は繁殖力が強いため天候や災害などによって一時的に生息数が減少しても回復していたが、生息地や生息数の減少に伴い生息数の回復が難しくなっている。